# 宝月欣二
宝月 欣二（ほうげつ きんじ、寳月 欣二、1913年7月10日 - 1999年12月19日）は、日本の植物学者。理学博士。東京都立大学名誉教授。専門は植物生態学。栄典は勲三等旭日中綬章。

## 略歴
長野県長野市出身。長野県諏訪中学校（現・長野県諏訪清陵高等学校）、松本高等学校理科を経て、1938年東京帝国大学理学部植物学科卒業。同大学大学院修了（理学博士）。1944年東京大学副手を経て、1952年東京都立大学助教授、1954年同大学教授。退官後、同大学名誉教授。玉川大学教授。
日本植物学会会長、日本生態学会会長、旧環境庁自然環境保全審議会委員などを歴任し、勲三等旭日中綬章受勲。
東京大学名誉教授の宝月圭吾は実兄。

## 著書

### 単著
- 『生物と環境』
- 『水界生態系』
- 『生物経済学-植物を中心にして』
- 『海の生態』共立出版 1971年

### 共著
- 『環境の科学』NHK出版 1972年